# Mohamed Kader
Mohamed Abdel Kader Coubadja Touré (* 8. April 1979 in Sokodé) ist ein ehemaliger togoischer Fußballspieler. Er spielte auf der Position des Stürmers.

## Karriere

### Verein
Nach seinem Einstand beim tunesischen Verein CA Bizertin im Jahr 1997 wechselte er 1999/2000 zum AC Parma in der italienischen Serie A, wo er sich aber nicht durchsetzen konnte. Der AC Parma lieh Mohamed Kader an andere Vereine aus: 1999/2000 an den FC Lugano in der Schweiz, 2000/01 an al Ahly Kairo in Ägypten. 2001/02 spielte er wieder beim AC Parma, für kurze Zeit auch bei Vicenza Calcio.
Im Jahr 2002 wurde er erneut von einem Schweizer Verein engagiert, diesmal vom FC Servette. Dort blieb er drei Jahre. In der Saison 2003/04 erzielte er 19 Tore, war damit zweitbester Torschütze des Jahres (hinter Stéphane Chapuisat) und wurde zum besten im Ausland aktiven togoischen Spieler gewählt. In der Saison 2005/06 war er in Frankreich beim FC Sochaux unter Vertrag, anschließend spielte er bei EA Guingamp.

### Nationalmannschaft
Sein erstes Spiel für die togoische Nationalmannschaft bestritt Mohamed Kader im Juli 1995. Insgesamt wurde er in 51 Länderspielen eingesetzt und schoss dabei 10 Tore. Er nahm vier Mal an Afrikameisterschaften teil (1998, 2000, 2002 und 2006) und gehörte zum Kader bei der Weltmeisterschaft 2006. Am 13. Juni 2006 erzielte er im Vorrundenspiel gegen Südkorea bei der Weltmeisterschaft 2006 den ersten WM-Treffer für Togo; das Spiel endete mit 1:2.